# Traszka marmurkowa
Traszka marmurkowa (Triturus marmoratus) – gatunek płaza ogoniastego z rodziny salamandrowatych (Salamandridae).

## Występowanie
Od północnej części Półwyspu Iberyjskiego po centralną i północno-zachodnią Francję. Zimuje na lądzie.

## Opis
Osiąga długość 14–16 cm. W okresie godowym posiada bardzo intensywne zabarwienie, zwłaszcza widoczne u samców. W tym czasie grzbiet ma kolor jaskrawozielony, pokryty czarnymi plamami tworzącymi marmurkowy deseń. Oprócz tego na grzbiecie samców wyrasta gładki, nieprzerwany nad nasadą ogona fałd skórny, na jego żółtawym tle znajdują się ułożone na przemian białe i czarne plamy. Samice są mniej intensywnie ubarwione, nie mają fałdu skórnego, jedynie na grzbiecie przebiega wąska, żółta smuga. Poza okresem godowym grzbiet jest oliwkowozielony, pokryty różnej wielkości ciemnozielonymi lub brązowymi plamami. Brzuch jest szary, rdzawy lub brązowy, pokryty małymi, jasnymi punktami oraz dużymi czarnymi plamami.

## Zachowanie
Większą część czasu spędza na lądzie, jedynie w okresie lęgowym przebywa w leśnych strumieniach i małych zbiornikach wodnych.

## Rozród
Okres godowy trwa od marca do końca maja, i odbywa się w małych, stojących zbiornikach wodnych. Samica składa około 200 jaj. Po jego zakończeniu część osobników pozostaje w wodzie.

## Status
W Czerwonej księdze gatunków zagrożonych IUCN płaz ten od 2023 roku klasyfikowany jest jako gatunek narażony (VU, ang. Vulnerable); wcześniej, od 2004 roku uznawano go za gatunek najmniejszej troski (LC, ang. Least Concern).
Gatunek jest lokalnie bardzo liczny w dogodnym dla niego środowisku, ale jego liczebność spada.
Główne zagrożenia dla gatunku to intensyfikacja rolnictwa, osuszanie, zanieczyszczenie i eutrofizacja siedlisk wodnych, a także choroby.

## Akwarystyka
Ze względu na atrakcyjny wygląd traszka ta jest często hodowana w terrariach, gdzie łatwo się rozmnaża.